# Gran Premio della U.V.I.
Der Gran Premio della U.V.I. (Unione Velocipedistica Italiana) war eine Radsportveranstaltung im Bahnradsport in Italien. Der Gran Premio della U.V.I. wurde für Sprinter veranstaltet.

## Geschichte
Der italienische Radsportverband Unione Velocipedistica Italiana (heute Federazione Ciclistica Italiana) war Veranstalter des Rennens. Zu der Zeit, als der Gran Premio geschaffen wurde, nannte man die Rennen noch Fliegerrennen, später dann Sprint. Die erste Austragung fand 1892 statt und wurde auf den Radrennbahnen von Mailand und Turin veranstaltet. Das Rennen wurde mit einigen Unterbrechungen jährlich bis 1941 ausgefahren. Es fand 1892, 1896, 1910 bis 1913, 1916, 1918, 1919 bis 1922, 1926, 1932, 1940 und 1941 auch jeweils für Amateure statt, ansonsten war es den Berufsfahrern vorbehalten.

## Sieger
- 1892  Pietro Marchand
- 1893–1894 nicht ausgetragen
- 1895  (Amateure) Romolo Buni
- 1896  Luigi Pontecchi
- 1896  (Amateure) Federico Momo
- 1897  Ettore Pasini
- 1898  Jean Gougoltz
- 1899  Pietro Bixio
- 1900  Luigi Singrossi
- 1901–1909 nicht ausgetragen
- 1910  Palmiro Mori
- 1911  Angelo Feroci
- 1912  Federico Verri
- 1912  (Amateure) Piralla
- 1913  Angelo Gardellin
- 1913  (Amateure) Sesso
- 1914–1915 nicht ausgetragen
- 1916  Angelo Vay
- 1916  (Amateure) Angelo Gardellin
- 1917  Marcel Dupuy
- 1917  (Amateure) Mario Bergamini
- 1918   Marcel Dupuy
- 1919  Ernst Kaufmann
- 1919  (Amateure) Armido Rizzetto
- 1920  Ernst Kaufmann
- 1920  (Amateure) Arnaldo Carli
- 1921  Mario Bergamini
- 1921  (Amateure) Franco Giorgetti
- 1927–1931 nicht ausgetragen
- 1932  Benedetto Pola
- 1933–1939 nicht ausgetragen
- 1940  Italo Astolfi
- 1940  (Amateure) Lorenzo Nervi
- 1941  Primo Bergomi
- 1941  (Amateure) Fiorenzo Furini